# Jack Graham (Fußballspieler, 1873)
John „Jack“ Graham (* 12. April 1873 in Derby; † 7. April 1925 in Catford, London) war ein um die Jahrhundertwende im Raum London als Profi aktiver englischer Fußballspieler.

## Karriere
Graham spielte in den 1890ern zunächst im Londoner Vorort Clapham für einen Klub namens Magpie und anschließend für die Cray Wanderers in der Kent League, die zu diesem Zeitpunkt ein Profiklub waren und als Farmteam von Woolwich Arsenal dienten. In der Folge war er für Millwall Athletic in der professionellen Southern League aktiv, bevor er im September 1899 zu Woolwich Arsenal in die Football League Second Division wechselte (zuvor war er bereits im Sommer 1895 kurzzeitig bei Woolwich). Dort war der rechte Verteidiger als Ersatz für Duncan McNichol eingeplant und kam am 14. Oktober 1899 gegen Gainsborough Trinity zu seinem einzigen Ligaeinsatz im Saisonverlauf, ansonsten spielte er für das Reserveteam in der Kent League. Am Saisonende verließ er Arsenal wieder und spielte in der Folge für die ebenfalls in London ansässigen Southern-League-Klubs FC Brentford und FC Fulham.